# Hieracium magnidens
Hieracium magnidens es una especie de planta con flor del género Hieracium, de la familia Asteraceae, orden Asterales.

## Distribución
Hieracium magnidens se distribuye por Islandia.

## Taxonomía
Fue descrita científicamente por Dahlst. ex Jonsson.